# Tyge William Mollerup
Tyge William Mollerup (* 2. November 1888 in Frederiksberg; † 17. September 1953 in Kopenhagen) war ein dänischer funktionalistischer Architekt.

## Leben und Werk
Tyge William Mollerup war ein Sohn des dänischen Historikers William Mollerup. Er wurde 1911 in die Akademie der Schönen Künste in Kopenhagen aufgenommen und bestand im nachfolgenden Jahr die Aufnahmeprüfung für die dänische Bauschule.
Tyge William Mollerup ließ sich 1912 in Berlin nieder, wo er als Architekt tätig wurde und am 18. April 1914 Else Gertrud Stolle (1888–1953), die Tochter eines sächsischen Musikdirektors, heiratete. Seine Schwägerinnen waren die Konzertsängerin Hildegard Stolle (1880–1936) und die Schauspielerin Friedel Stolle (1883–1963). In Berlin arbeitete Mollerup mehrfach für Alfred Breslauer. Bei Ausbruch des Ersten Weltkriegs verließ er indes Deutschland und kehrte nach Dänemark zurück. Schon 1915 zog er aber erneut nach Deutschland, wo er jetzt bis 1930 blieb. Er bezog mit seiner Frau eine Wohnung in der Albrechtstraße 77 in Berlin-Steglitz. Das Paar hatte zwei Kinder, die 1916 und 1919 geboren wurden.
In den Jahren der Inflation nach dem Krieg musste Tyge William Mollerup seinen Lebensunterhalt zeitweise als Papiergroßhändler und als Pianist für das Ballettensemble seiner älteren Schwester Asta Mollerup (1881–1945), einer Schülerin Isadora Duncans, bestreiten. Anschließend arbeitete er wieder als Architekt, maßgeblich beeinflusst von Bruno Taut und Peter Behrens. Er entwarf die Villa des Grafen Bismarck in Bad Muskau (Lausitz), die dänische Kirche in der Königgrätzer Straße (heute Stresemannstraße) in Berlin, eine Suppenküche und zusammen mit Peter Behrens die Villa von Professor Kurt Lewin in Berlin-Schlachtensee sowie einige weitere Gebäude.
Ende der 1920er Jahre ließen sich Tyge William Mollerup und seine Frau scheiden, und Mollerup kehrte 1930 nach Dänemark zurück, um dort ein eigenes Architekturbüro zu eröffnen.